# Рибалочка блакитний
Риба́лочка блаќитний, звичайний, або просто рибалочка (Alcedo atthis) — дрібний птах родини рибалочкових, трохи більший від горобця. Населяє узбережжя водойм, гніздиться в норах схилами круч та в дуплах дерев. Живиться дрібною рибою й комахами. В Україні гніздовий, перелітний та рідкісний вид, що зимує.

## Назви
Рибалочка має чимало синонімів — рибалочка, водомороз, плавневий дятел, іванок (Шарлемань, 1927). У словниках української мови уживають іще назви «водоморо́з». Щоб відрізняти Alcedo atthis від інших видів рибалочок, Г.В.Фесенко подає для них українську назву рибалочка блакитний, цю саму назву наведено другу в списку Інституту ім. Шмальгаузена.

## Опис

### Морфологічні ознаки
Тіло завдовжки 15—20, крила 7—8 см, вага 25—40 г. Рибалочка має яскраве оперення, згори блискуче, блакитно-зелене, з дрібними світлими цяточками на голові та крилах, знизу іржасто-руде. Смужка через око до потилиці й шийка світлі. Голова велика, дзьоб довгий і прямий, крила й хвіст короткі. Самець і самиця однаково забарвлені, але самці трохи більші та яскравіші. Забарвлення рибалочки зблизька бліде, його яскравість досягається через заломлене пір'ям світло.

### Голос
Голос — переривчастий писк «тііп — тііп — тііп».

## Розповсюдження
Вид складається з 6 підвидів, поширених у Євразії, на північному заході Африки та ще в Індонезії, Новій Зеландії, Новій Гвінеї й Соломонових Островах. У виді є й осілі, і перелітні підвиди. Зокрема в Італії гніздиться від 5000 до 10000 пар.
В Україні рибалочка гніздиться майже на всій території, крім Кримського півострова й високогір'я Карпат, хоч у Криму спостерігались окремі випадки гніздування. Регулярно зимує в окремих районах півдня країни та локально поблизу незамерзлих водойм у всій країні.

## Живлення
Головна умова вибору домівки — це досить дрібної риби розміром щонайбільше 10 см. Не менше важить, щоб вода була прозора й почасти затінена деревами, бо вистежувати здобич можна тільки там, де на поверхні немає сліпучих сонячних відблисків. Тому рибалочка обирає собі домівку тільки там, де над водою низько нависають гілки дерев, забезпечуючи зручне спостережне місце.
Рибалочка, що живиться рибою, зазвичай сидить на гілці й подовгу роздивляється навкруги. Коли він помічає рибу, то одразу готується напасти. Хоча через заломлення світла у воді важко визначити, де ж саме риба, через інстинкту птах улучно прицілюється, і, швидко махаючи крилами, атакує жертву. Якщо риба на поверхні, то рибалочка на льоту схоплює її. А якщо вона глибше, то птах, склавши крила «стрілою» пірнає у воду.

## Гніздування

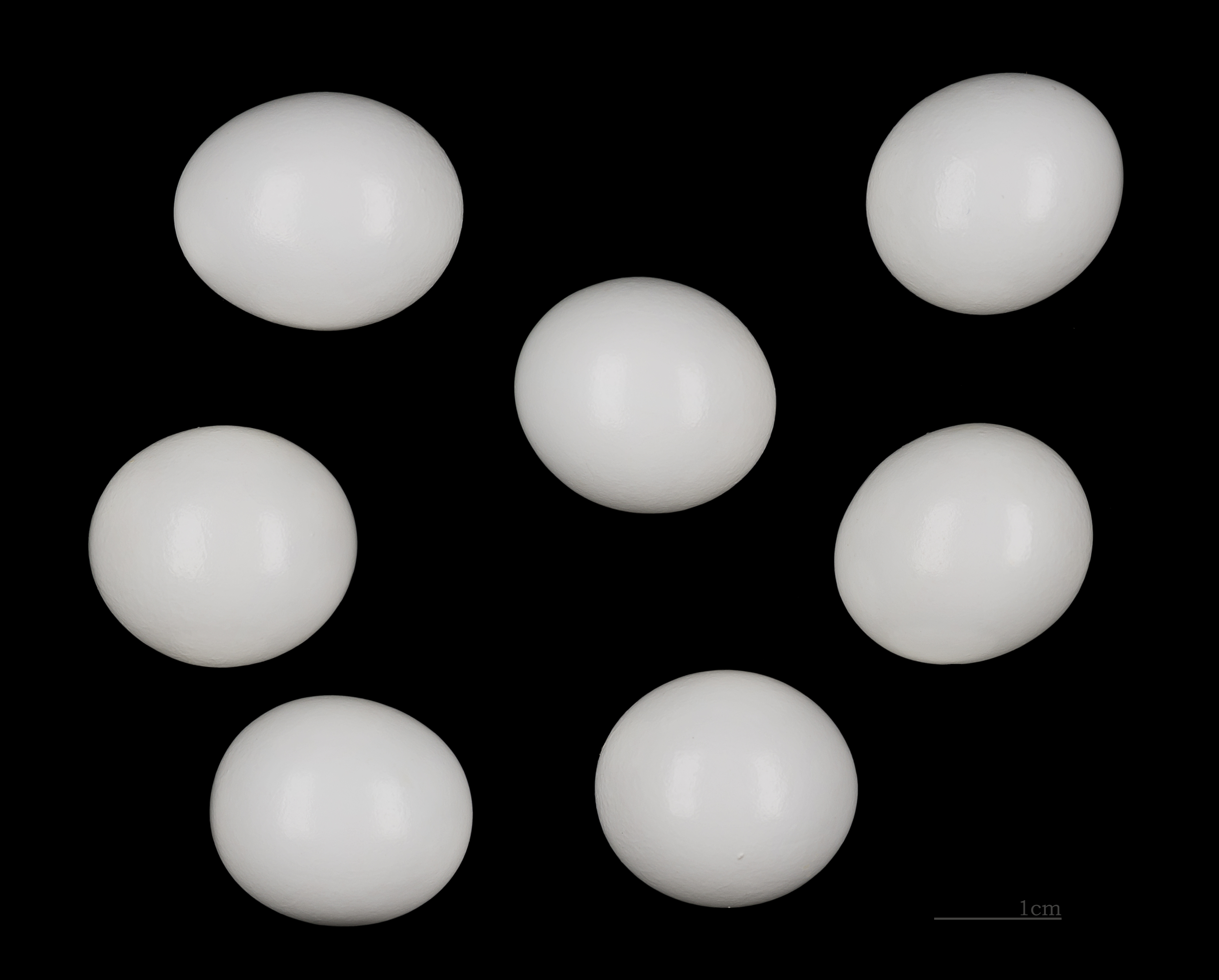
Кладка рибалочки в оологічній колекції

Рибалочки моногамні, хоча трапляються випадки полігінії, коли один самець має декілька самиць. У шлюбний період рибалочки здійснюють шлюбні польоти, кружляючи одне кругом одного. Щоб створити пару, самець приносить самиці пійману рибку. Пара створюється тільки на період гніздування. Узимку птахи розлітаються окремо, але навесні повертаються до старого гнізда, де й об'єднується пара.
Рибалочки справляють гнізда в норах, що риють на крутих берегах, неподалік від водойми. Вхід у нору прикритий гілочками дерев, кущів та коренями рослин. Відстань між гніздами — від 0,3—1 км і більше. Нора горизонтальна, завдовжки 0,3—1 м. Риють нору близько тижня. Якщо на шляху нори трапляються завади, то пара покидає цю нору й починає рити іншу. Нора закінчується розширеною гніздовою камерою. Підстилки в гнізді немає. У кладці 5—8 блискучих білих яєць. Насиджують по черзі обоє батьків зо три тижні.
Пташенята продзьобуються неоперені, сліпі. Вилуплюються неодночасно. Живляться пташенята личинками комах, котрих батьки спочатку подрібнюють. Вигодовуючи пташенят, рибалочки щодня приносять їм 60—70 рибин. Окрім того, якщо гине один з партнерів, то другий може виростити потомство сам. Трапляються випадки, коли вигодовувати пташенят допомагають інші рибалочки, що не мають потомства.
За три тижні опісля вилуплення пташенята можуть вилітати з гнізда. Вони оперені менш яскраво, ніж дорослі, й меншого розміру. Кілька днів вони літають неподалік батьків, що годують їх далі. У сприятливі роки птахи встигають насидіти другу кладку (кінець червня — початок липня). У середині серпня другий виводок уже готовий літати.
Осіння міграція починається наприкінці серпня, триває у вересні й навіть у жовтні. Зимують рибалочки в Південній Європі, Азії та Африці.
Тривалість життя близько 15 років. Ворогів у рибалочки майже немає. Інколи їх ловлять соколи та яструби.

## Рибалочка як символ

Логотип робочої групи «Дослідження птахів басейну Сіверського Дінця»

Усякі природоохоронні організації обирали рибалочку на Птаха року.
Цей вид птахи є на логотипі робочої мережі «Дослідження птахів басейну Сіверського Дінця».

## Охорона
Птах перебуває під захистом Бернської конвенції та Директиви Європейського союзу про захист диких птахів.

## Галерея
- Спів самки рибалочки (відео)

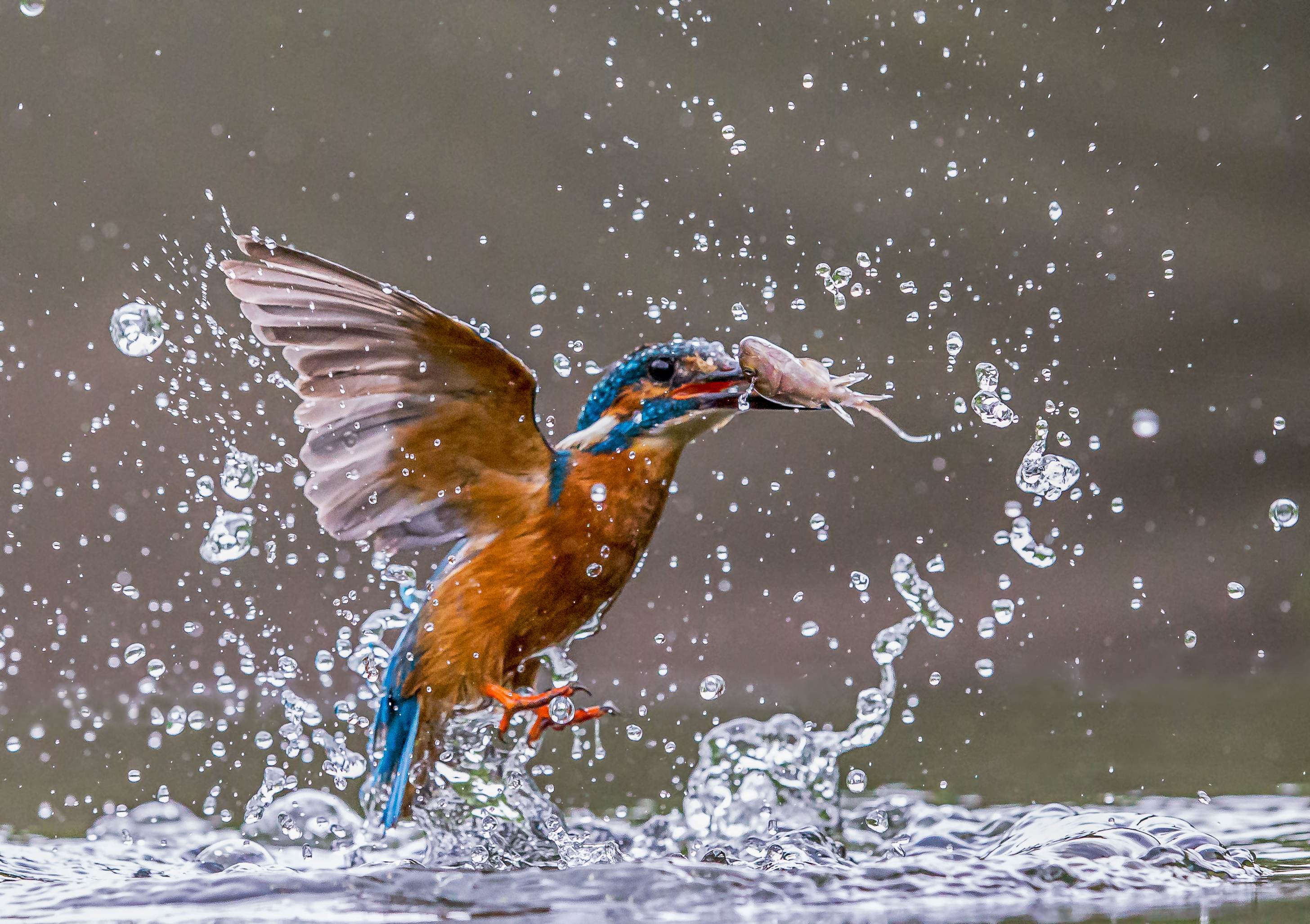
Рибалочка спіймав рибу під водою й злетів
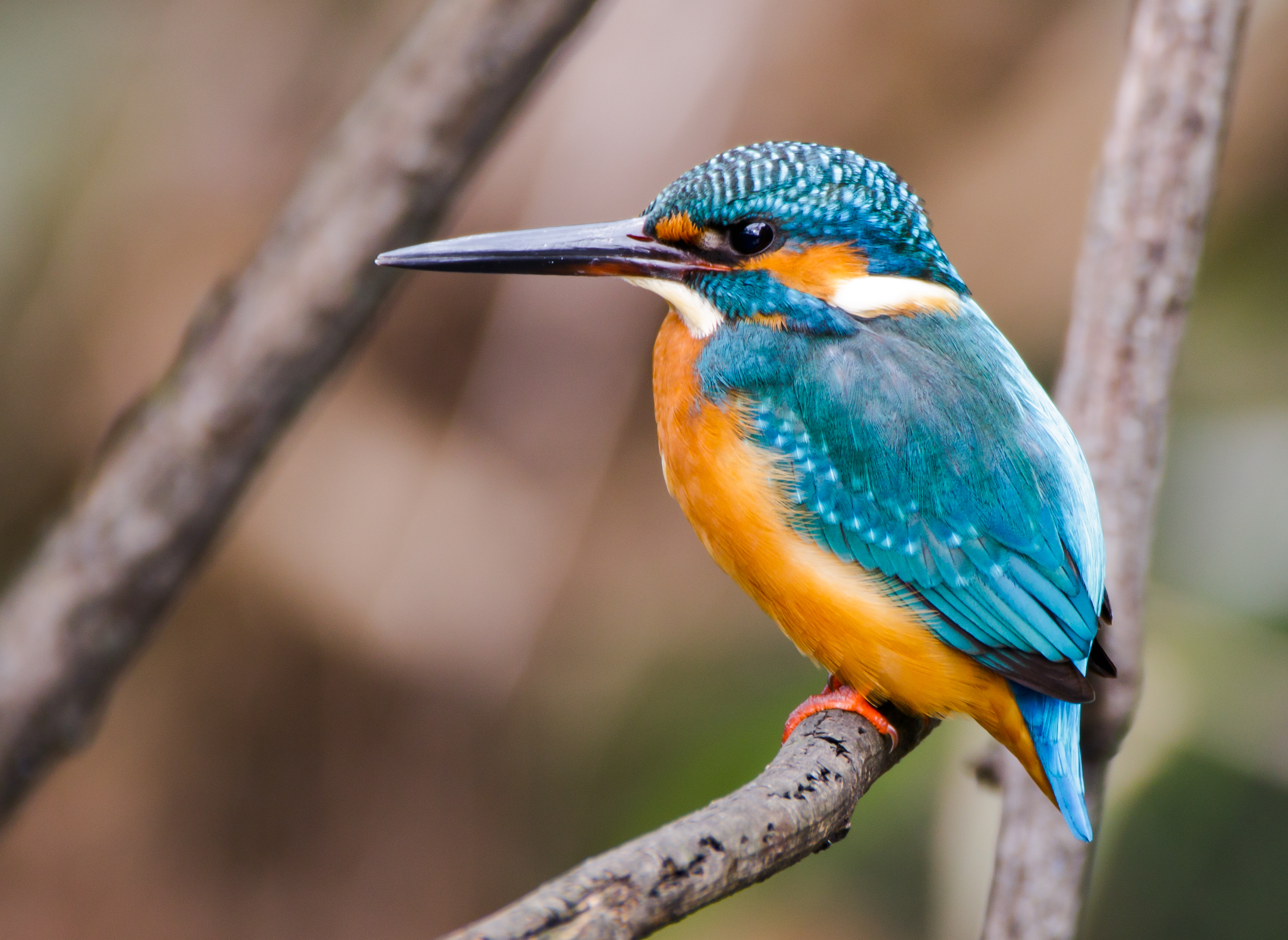
Рибалочка в Осаці, 2015
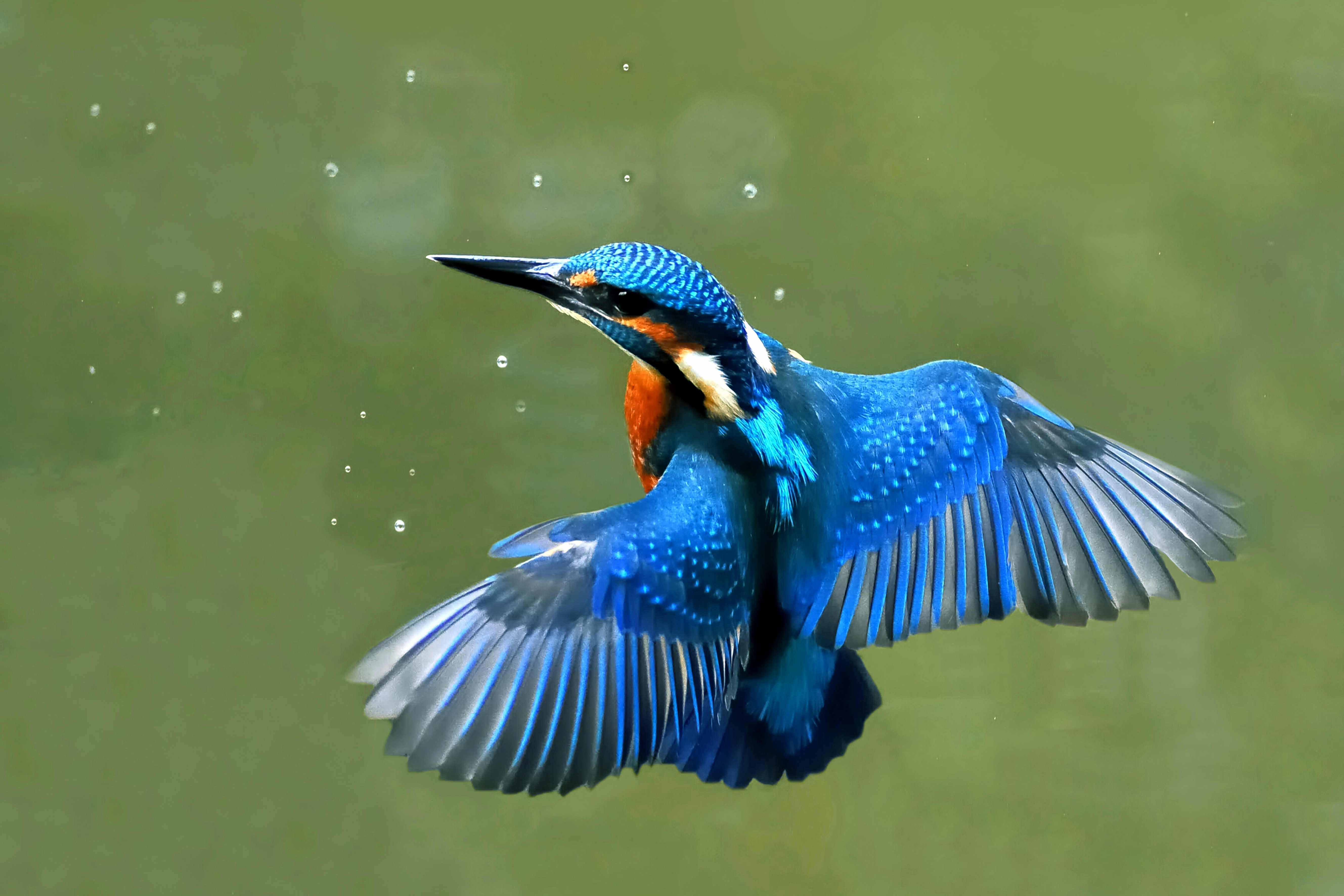
Рибалочка в Німеччині
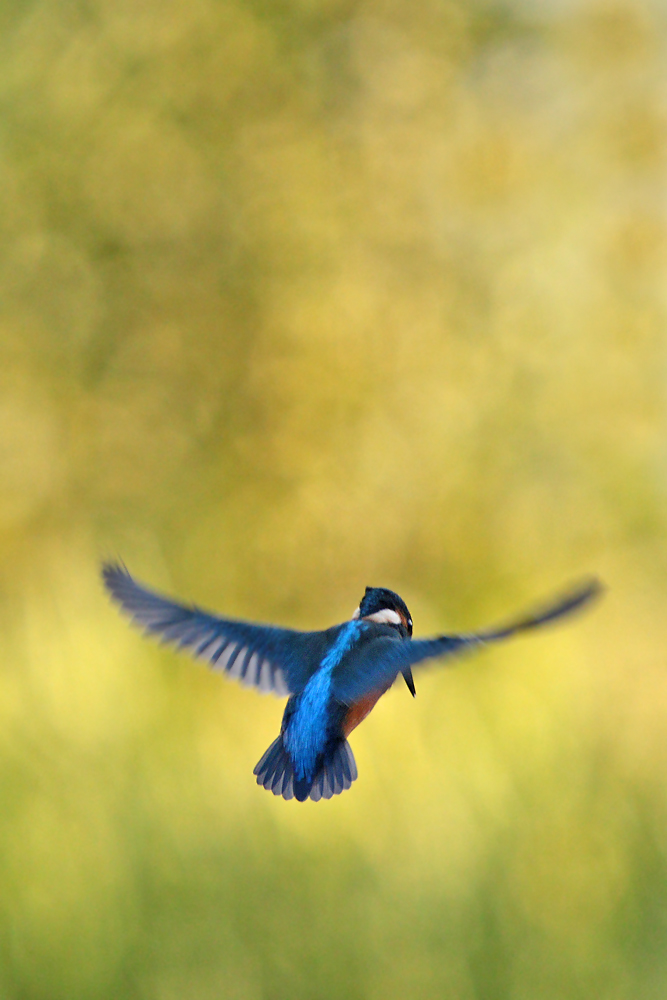
У польоті (Німеччина)
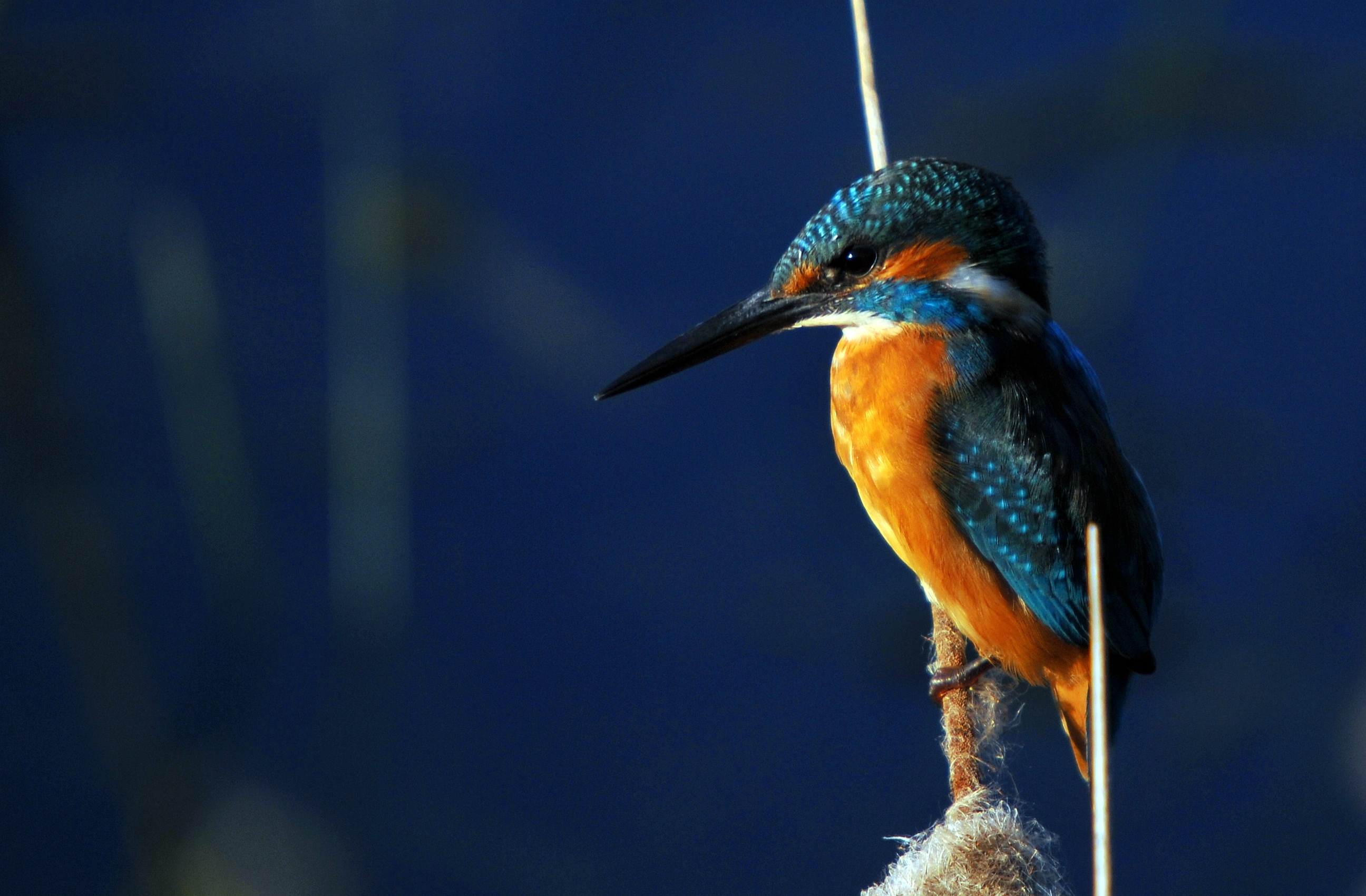
У Туреччині
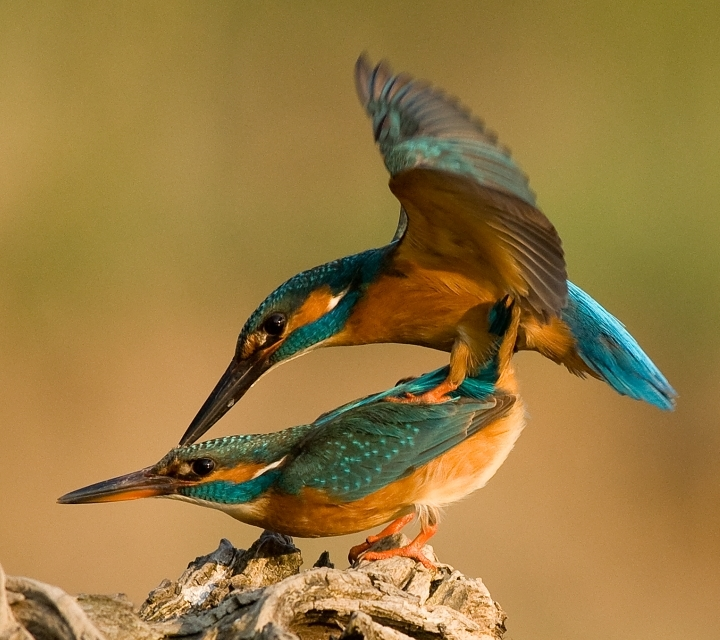
Парування
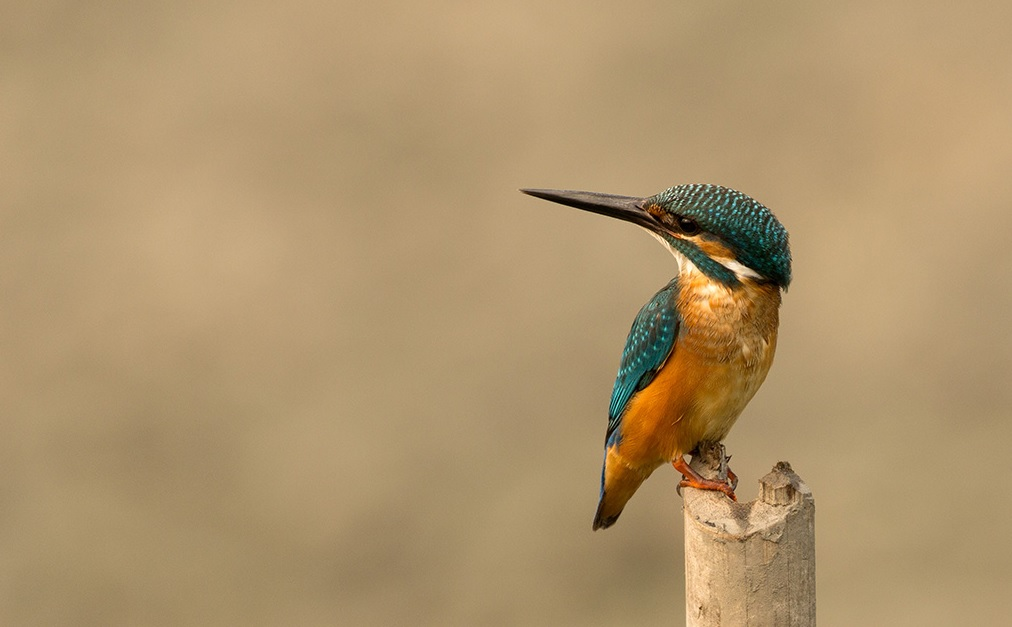
У Калькутті
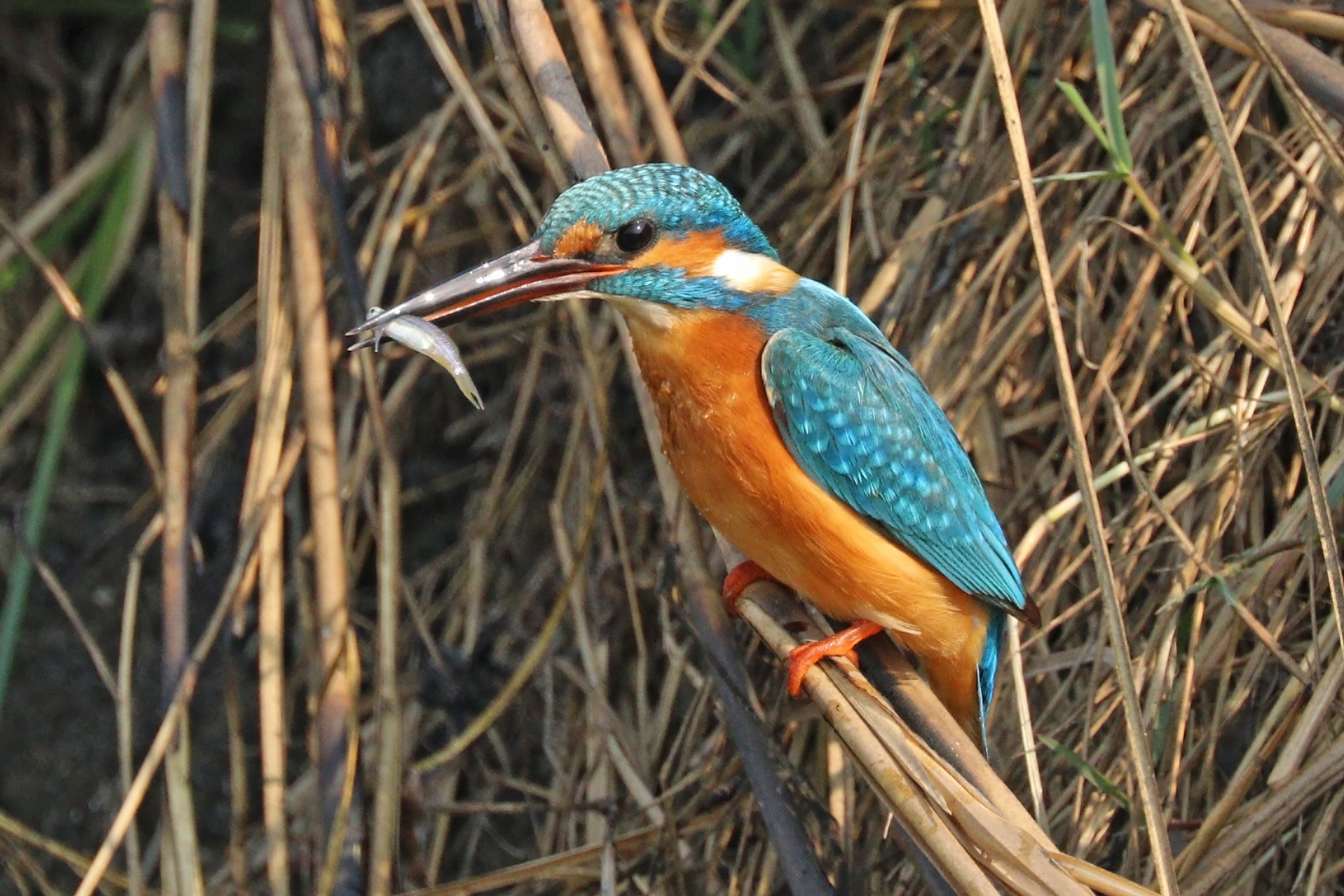
A. a. bengalensis з рибою (Уттар-Прадеш, Індія)
- Поїдання риби (відео)
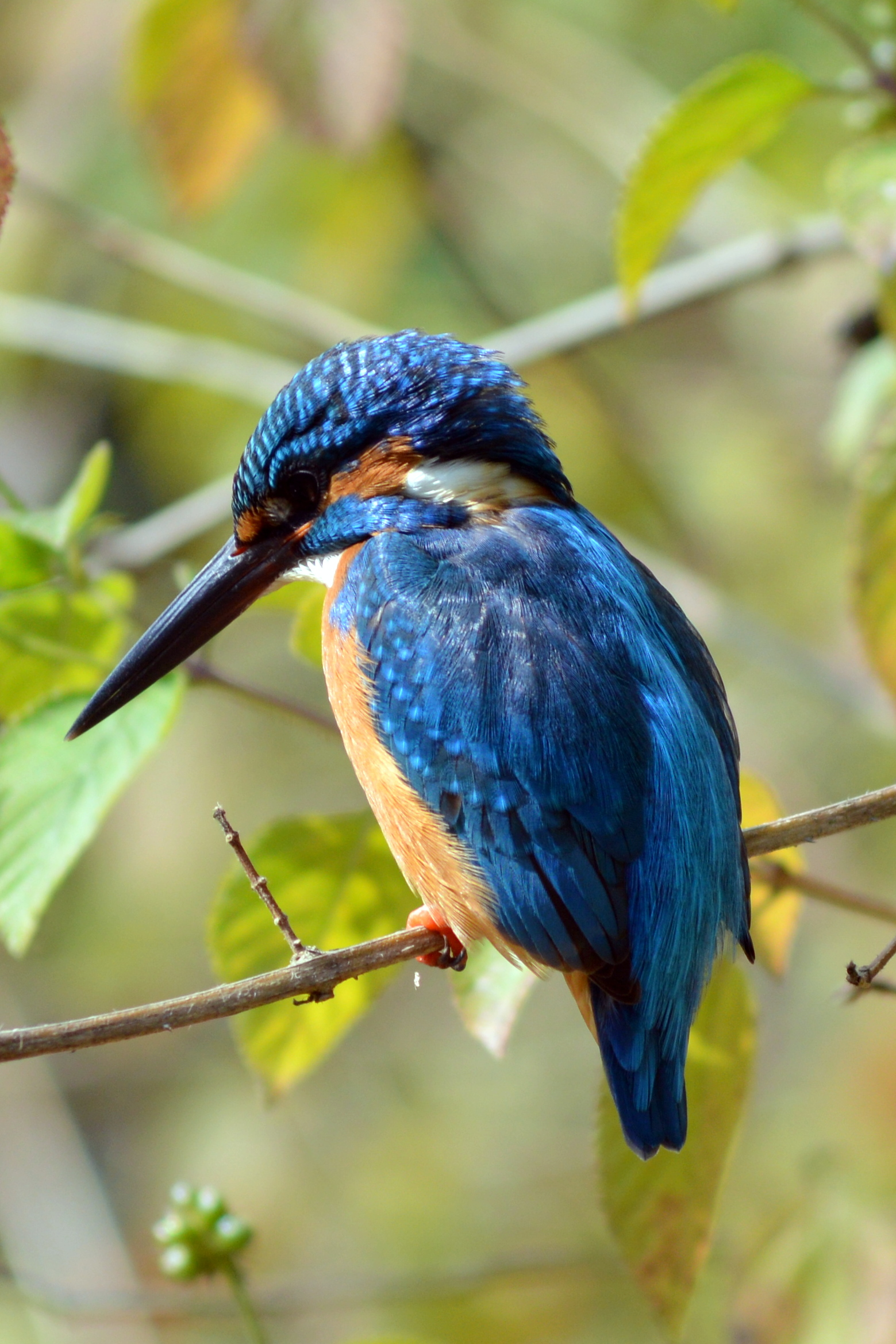
У штаті Мадх'я-Прадеш, Індія
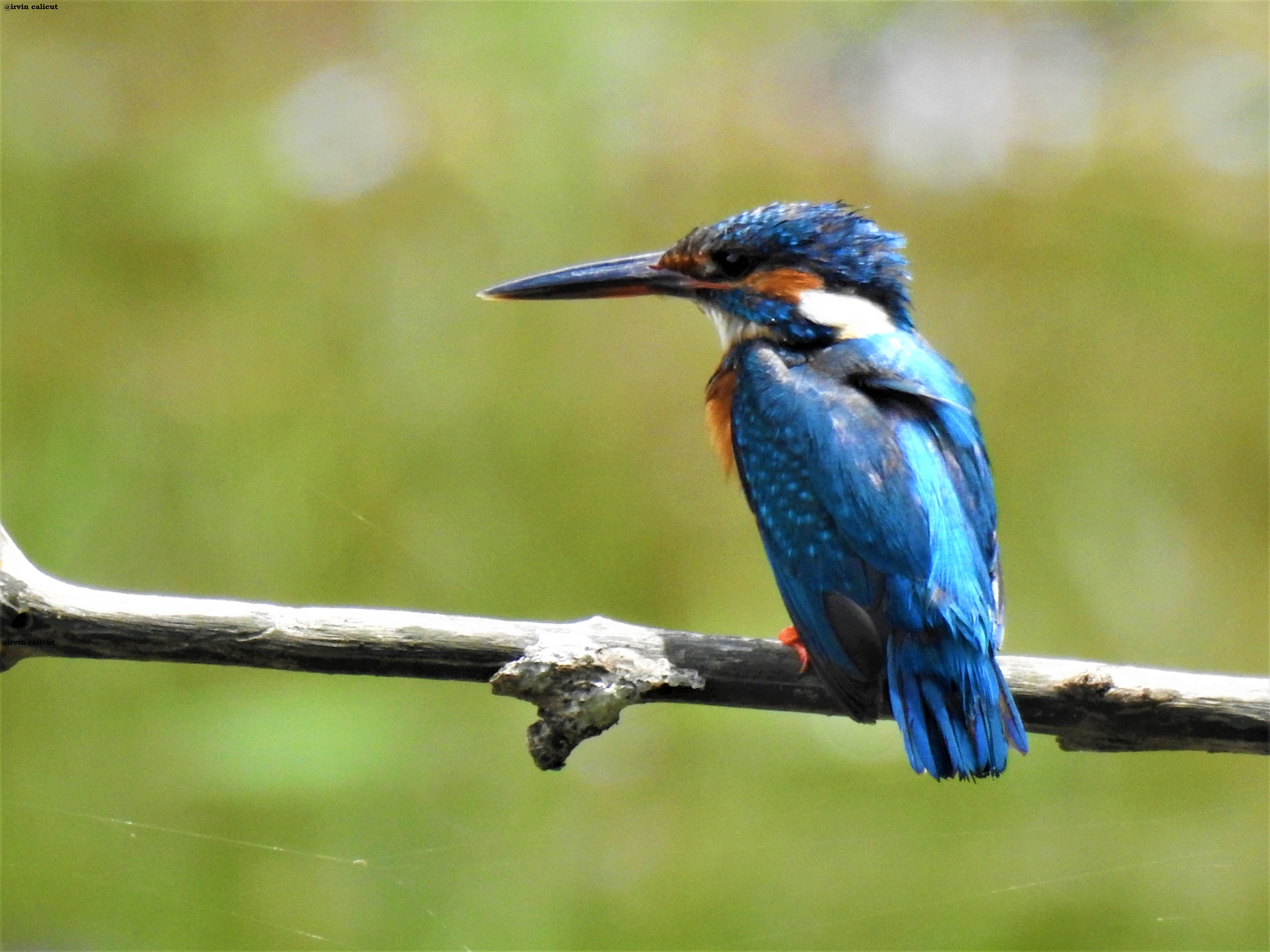
У Ваянаді, Керала
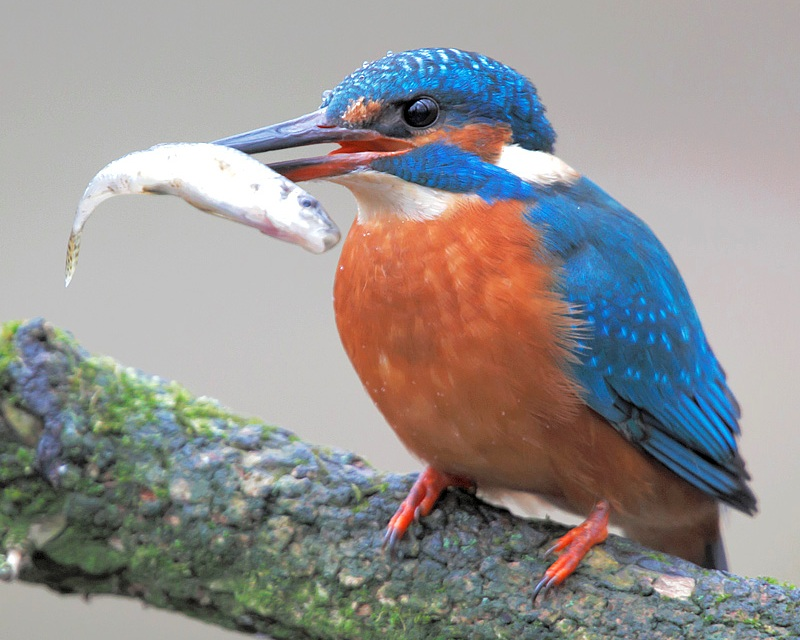
Пташка з рибою
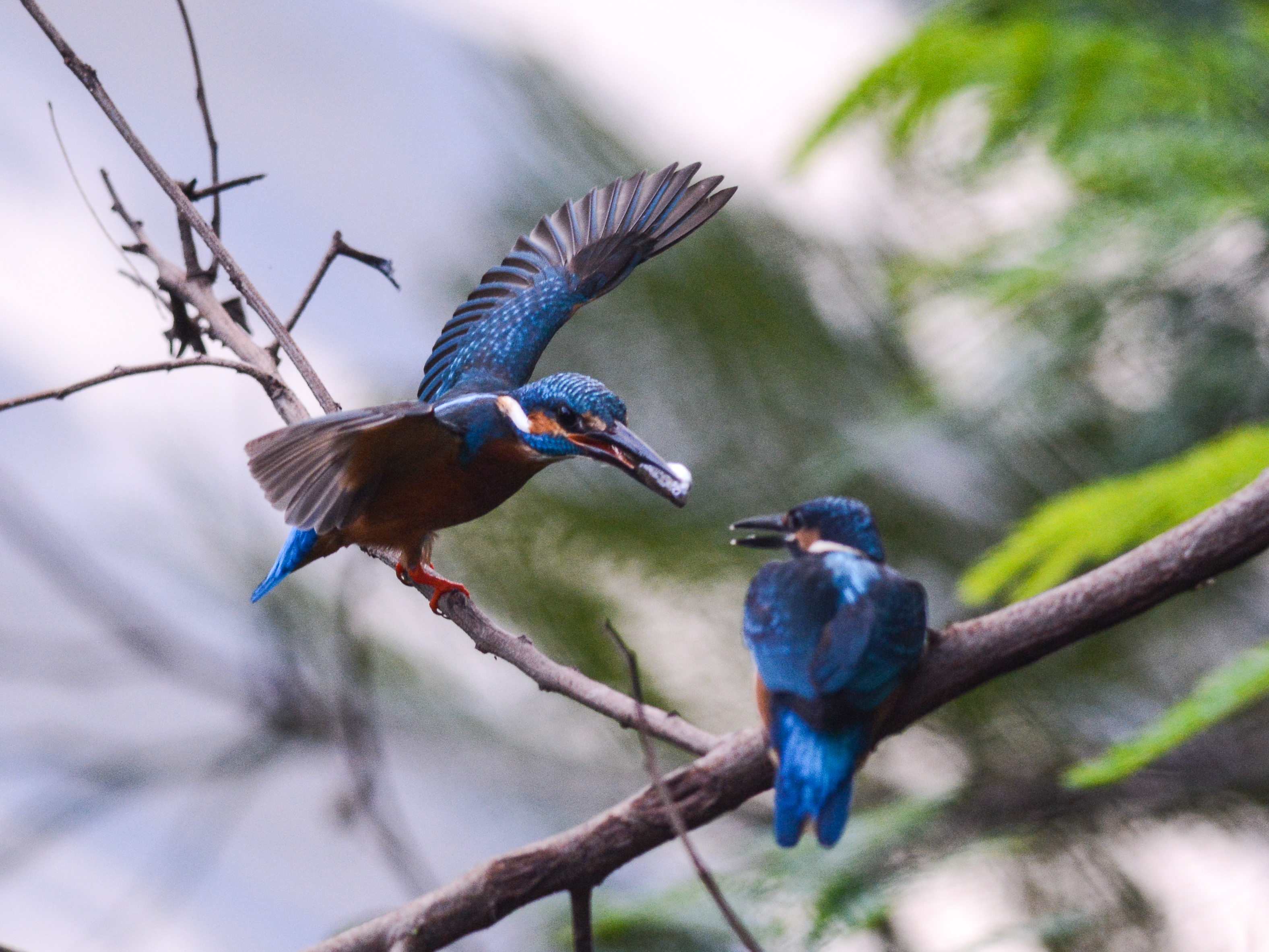
Годування молодняка
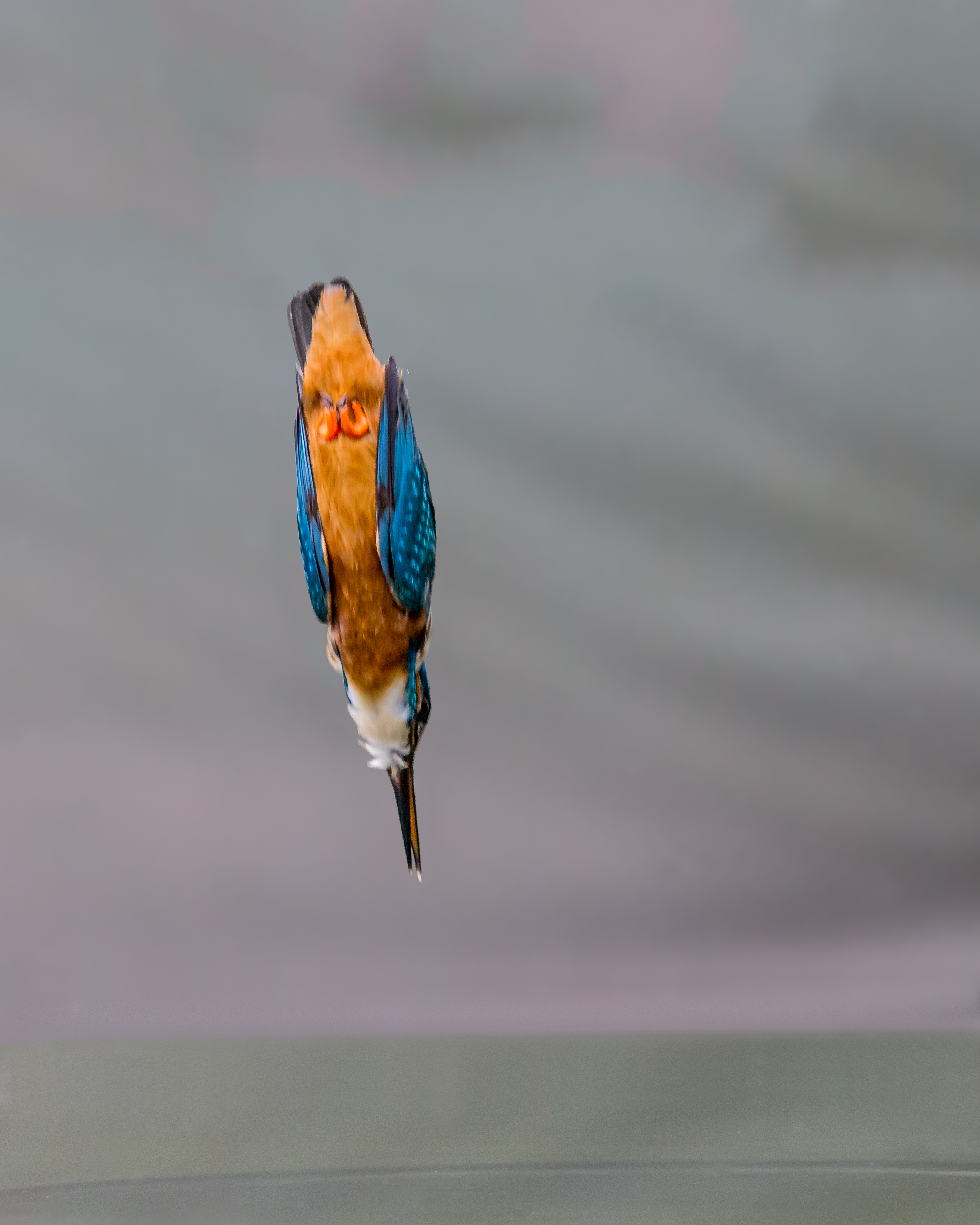
Пірнання за рибою
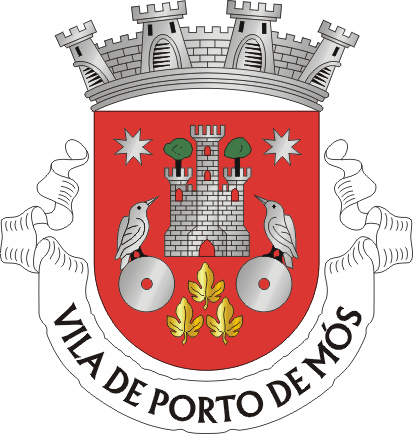
Порту-де-Мош

## Див. ще
- 8975 Аттіс — астероїд, названий на честь цього виду птахів.